# Maricha

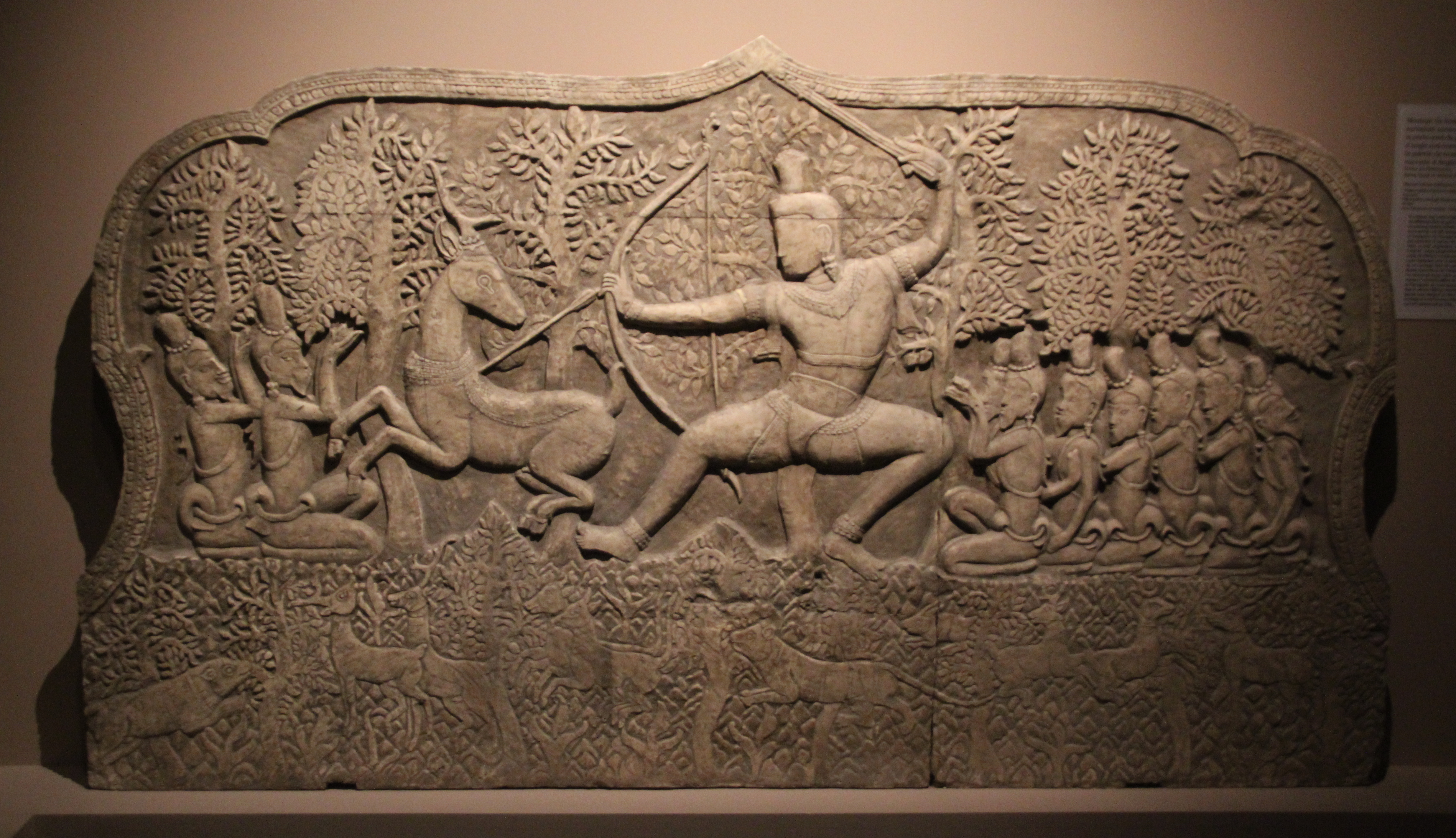
Râma tue Maricha sous la forme d'un cerf (moulage d'un fronton d'Angkor Vat).

Maricha (IAST : Mārīca) est un personnage de l'épopée de l'hindouisme le Ramayana. C'est un être maléfique, oncle du démon Ravana, qui aide celui-ci à enlever Sītā, la femme de Rāma,  en prenant la forme d'un cerf doré pour éloigner Râma et son frère lakshmana. Il est ensuite tué par Râma.